# Artemas Ward
Pour les articles homonymes, voir Ward.
Artemas Ward (né le 26 novembre 1727 et mort le 28 octobre 1800) est un major général américain de la guerre d'indépendance des États-Unis. Il représenta le Massachusetts au Congrès des États-Unis de 1791 à 1795.

## Biographie
Artemas Ward est né à Shrewsbury, dans baie du Massachusetts. Il est le sixième de sept enfants. Son père, Nahum Ward, occupe des postes variés en tant que capitaine de navire, marchand, promoteur immobilier, fermier, avocat et juriste. Dans son enfance, Artemas Ward fréquente les écoles publiques et partage un tuteur avec ses frères et sœurs. Il est diplômé de Harvard en 1748 et y enseigne brièvement.
Le 31 juillet 1750, il épouse Sarah Trowbridge, la fille du révérend Caleb Trowbridge et de Hannah Trowbridge, originaires de Groton. Le couple s'installe à Shrewsbury où Artemas ouvre un magasin général. Ils ont huit enfants ensemble : Ithamar (1752), Nahum (1754), Sara (1756), Thomas (1758), Artemas Jr. (1762), Henry Dana (1768), Martha (1760) et Maria (1764).
En 1751, il est nommé conseiller municipal du comté de Worcester. Une année après, il est élu juge de paix et effectue le premier de ses mandats à l'assemblée provinciale du Massachusetts.
Artemas Ward meurt chez lui à Shewsbury, le 28 octobre 1800. Il est enterré au cimetière local de Mountain View Cemetery. 

## Hommages

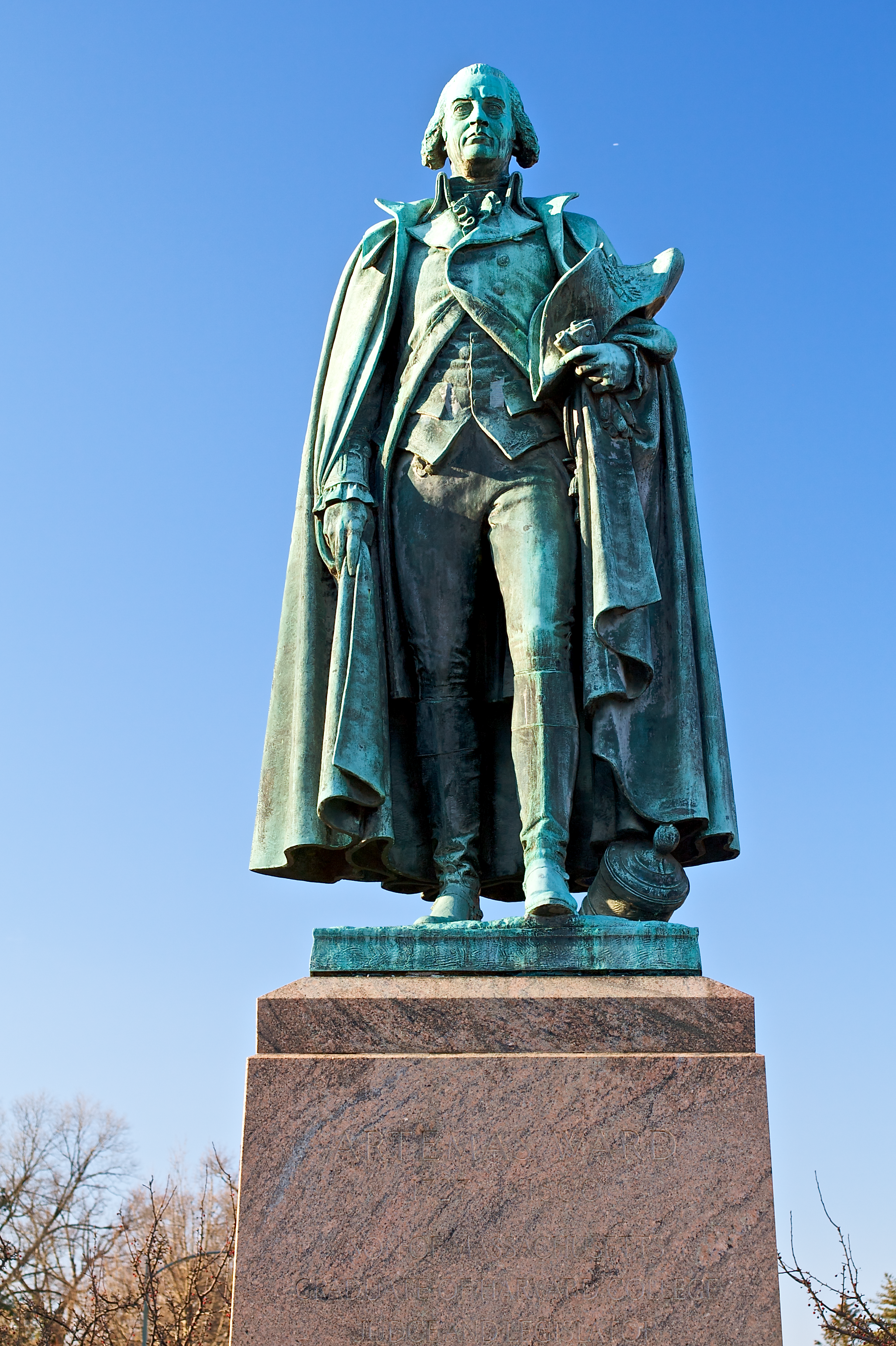
General Artemas Ward de Leonard Crunelle au Ward Circle de Washington.

- La maison de la famille Ward, construite par Nahum à l'époque où Artemas est né, est désormais connue sous le nom de Artemas Ward House. Sous protection de l'université de Harvard, elle est ouverte en tant que musée[2].

- Une statue, General Artemas Ward (en), a été érigée en son honneur au Ward Circle (en) de Washington.